# Дгебуадзе, Александр
Александр Дгебуадзе (груз. ალექსანდრე დგებუაძე; род. 21 мая 1971) — бельгийский шахматист, гроссмейстер (2000).
Четырёхкратный чемпион Бельгии (2002, 2005, 2007, 2020).
В 2021 году выступал на Кубке мира, уступил в первом раунде Кирилу Георгиеву.
Участник шахматной олимпиады 2012 в составе сборной Бельгии.
Участник командных лиг Бельгии, Великобритании, Германии, Нидерландов. Победитель командного чемпионата Бельгии 2017/18 в составе Schachfreunde Wirtzfeld.

## Изменения рейтинга
| Графики недоступны из-за технических проблем. См. информацию на Фабрикаторе и на mediawiki.org. |